# Isländischer Fußballpokal der Männer 1967
Der isländische Fußballpokal 1967 war die achte Austragung des isländischen Pokalwettbewerbs der Männer. Pokalsieger wurde Titelverteidiger KR Reykjavík. Das Team setzte sich im Finale am 21. Oktober 1967 im Melavöllur von Reykjavík gegen Víkingur Reykjavík durch.

## Modus
Die Begegnungen wurden in einem Spiel ausgetragen. Bei unentschiedenem Ausgang wurde der Sieger per Los ermittelt. Im Halbfinale wurde das Spiel nach einem Remis zunächst wiederholt, und dann gegebenenfalls per Los entschieden.

## Qualifikation
| Datum      |               | Ergebnis |              |
| ---------- | ------------- | -------- | ------------ |
| 10.08.1967 | Týr Reykjavík | 6:1      | Þór Akureyri |

## 1. Runde
Zu dem Sieger der Qualifikation kamen 15 Mannschaften dazu, davon 8 Reserveteams.
| Datum      |                      | Ergebnis |                      |
| ---------- | -------------------- | -------- | -------------------- |
| 29.07.1967 | ÍA Akranes B         | 3:2      | ÍB Keflavík B        |
| 01.08.1967 | UMF Selfoss          | 1:0      | Víkingur Reykjavík B |
| 02.08.1967 | FH Hafnarfjörður     | 6:1      | þróttur Reykjavík B  |
| 02.08.1967 | Víkingur Reykjavík   | 3:2      | Breiðablik Kópavogur |
| 03.08.1967 | þróttur Reykjavík    | 3:2      | Fram Reykjavík B     |
| 10.08.1967 | Haukar Hafnarfjörður | 3:2      | Valur Reykjavík B    |
| 13.08.1967 | KR Reykjavík B       | 3:2      | ÍBA Akureyri B       |
| 17.08.1967 | Týr Reykjavík        | 6:5      | ÍB Ísafjörður        |

## 2. Runde
| Datum      |                    | Ergebnis |                      |
| ---------- | ------------------ | -------- | -------------------- |
| 24.08.1967 | KR Reykjavík B     | 3:1      | UMF Selfoss          |
| 02.09.1967 | Týr Reykjavík      | 6:6 1    | FH Hafnarfjörður     |
| 03.09.1967 | Víkingur Reykjavík | 3:2      | Haukar Hafnarfjörður |
| 07.09.1967 | ÍA Akranes B       | 3:2      | þróttur Reykjavík B  |

## 3. Runde
| Datum      |                    | Ergebnis |                |
| ---------- | ------------------ | -------- | -------------- |
| 16.09.1967 | ÍA Akranes B       | 1:0      | Týr Reykjavík  |
| 19.09.1967 | Víkingur Reykjavík | 5:5 1    | KR Reykjavík B |

## Viertelfinale
Teilnehmer: Die zwei Sieger der 3. Runde und die sechs Teams der 1. deild 1967.
| Datum      |                    | Ergebnis |                 |
| ---------- | ------------------ | -------- | --------------- |
| 23.09.1967 | Víkingur Reykjavík | 3:2      | ÍA Akranes B    |
| 30.09.1967 | Fram Reykjavík     | 6:6 1    | ÍBA Akureyri    |
| 01.10.1967 | KR Reykjavík       | 2:1      | ÍB Keflavík     |
| 08.10.1967 | ÍA Akranes         | 3:2      | Valur Reykjavík |

## Halbfinale
| Datum      |                    | Ergebnis |              |
| ---------- | ------------------ | -------- | ------------ |
| 07.10.1967 | Fram Reykjavík     | 3:3      | KR Reykjavík |
| 14.10.1967 | Víkingur Reykjavík | 2:1      | ÍA Akranes   |

### Wiederholungsspiel
| Datum      |                 | Ergebnis |                   |
| ---------- | --------------- | -------- | ----------------- |
| 15.10.1967 | Valur Reykjavík | 1:0      | Þróttur Reykjavík |

## Finale
| Paarung  | KR Reykjavík – Víkingur Reykjavík                        |
| Ergebnis | 3:0                                                      |
| Datum    | 21. Oktober 1967                                         |
| Stadion  | Melavöllur, Reykjavík                                    |
| Tore     | Ellert B. Schram, Sigmundir Sigmunðsson, Gunnar Felixson |